# 왕산초등학교 (경기)
왕산초등학교는 대한민국 경기도 용인시에 있는 공립 초등학교이다.

## 학교 연혁
- 1946년 9월 3일 모현국민학교 왕산분교 설립 인가
- 1953년 11월 5일 왕산국민학교 승격
- 1981년 3월 1일 병설유치원 설립 인가
- 1990년 3월 1일 특수학급 설치
- 1994년 9월 3일 급식소 신축
- 1996년 3월 1일 왕산초등학교 개명
- 2001년 12월 28일 신관 5개 교실 증축
- 2005년 2월 18일 제52회 졸업식(총졸업생수 5146명)
- 2005년 3월 1일 28학급 인가
- 2005년 7월 4일 경기도 교육청 지정 교실수업개선시범학교 2/2년차 보고
- 2005년 9월 1일 제17대 이만녕 교장 부임
- 2006년 2월 13일 제53회 졸업식(170명)
- 2006년 3월 1일 28학급 인가
- 2006년 3월 1일 경기도용인교육청지정 시범학교 운영
- 2007년 3월 13일 창의성시범 교육청 중심학교 선정
- 2007년 3월 13일 27학급 인가
- 2007년 9월 1일 제18대 정영식 교장 부임
- 2008년 2월 16일 제55회 졸업식(169명)
- 2008년 3월 1일 27학급 인가
- 2008년 7월 9일 경기도교육청 창의성시범교육청 중심학교 운영보고
- 2009년 2월 17일 제56회 졸업식(157명)
- 2009년 3월 1일 28학급 인가
- 2009년 3월 1일 용인교육청 학교자율화 시범학교 지정
- 2010년 2월 18일 제57회 졸업식
- 2010년 3월 1일 25학급 인가
- 2011년 2월 18일 제58회 졸업식
- 2011년 3월 1일 24학급 인가
- 2012년 2월 16일 제59회 졸업식(162명)
- 2012년 3월 1일 23학급 인가
- 2012년 7월 27일 대용량정수기 6대 설치
- 2012년 9월 1일 제19대 김만균 교장 부임
- 2012년 9월 1일 자율학교지정
- 2012년 10월 28일 학생안전강화학교 시설 구축
- 2013년 2월 19일 제60회 졸업식(143명)
- 2013년 3월 1일 일반 22, 특수 1, 유치원 3학급 인가
- 2014년 2월 17일 제61회 졸업식(116명)
- 2014년 3월 1일 일반 23, 특수 1, 유치원 3학급 인가
- 2014년 3월 1일 경기도교육청 지정 혁신학교 준비교 운영
- 2015년 2월 13일 제62회 졸업식(109명)
- 2015년 3월 1일 23학급(특수학급 1, 유치원 3학급 별도)
- 2015년 3월 1일 혁신공감학교 운영
- 2020년 제67회 졸업식(109명)
- 2020년 3월 1일 혁신학교 운영
- 2020년 9월 1일 제21대 장남수 교장선생님 부임

## 참고 자료
- 왕산초등학교 - 한국교육학술정보원 학교알리미